# Gunung Gleran
Gunung Gleran är ett berg i Indonesien.   Det ligger i provinsen Aceh, i den västra delen av landet, 1 700 km nordväst om huvudstaden Jakarta. Toppen på Gunung Gleran är 374 meter över havet, eller 293 meter över den omgivande terrängen. Bredden vid basen är 4,4 km.
Terrängen runt Gunung Gleran är kuperad åt sydost, men åt nordväst är den platt.Runt Gunung Gleran är det ganska glesbefolkat, med 47 invånare per kvadratkilometer. Närmaste större samhälle är Bireun, 13,6 km nordost om Gunung Gleran. I omgivningarna runt Gunung Gleran växer i huvudsak städsegrön lövskog.